# 移动性浊音
移动性浊音是临床上用于检查病人是否存在腹水的一种体格检查手段。

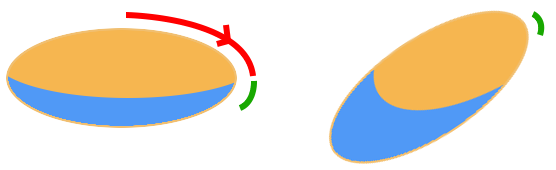
移动性浊音试验的两个步骤：在患者从仰卧位变为侧卧位后，敲击绿色部分的声音从浊音变为鼓音。

该检查可采用标准间接叩诊法实施，检查者需将左手中指第二指节作为扳指紧贴腹壁形成固定支点，右手中指垂直叩击扳指远端指节。操作时自腹正中线肠腔鼓音区起始，保持扳指稳定贴附体表，向外侧叩诊直至鼓音过渡为浊音，此时扳指需精准定位液气界面。嘱患者取右侧卧位后，保持扳指初始压力及定位，待体位稳定后立即复测原浊音区域：若浊音转为鼓音，则沿腹前壁向足侧叩诊直至新浊音显现，最终通过患者恢复仰卧位时动态观察浊音区变化，从而确认液气平面的迁移特征。
如果鼓音区与浊音区的界限保持不变，则该患者可能没有腹水，或体内游离液体少于1000ml。若致浊音的液体为非游离性，则气液平面不会发生移动。若怀疑存在少量腹水，可尝试通过水坑征检查法进行确认。